# Дюнан, Морис
Морис Дюнан, фр. Maurice Dunand (4 марта 1898, Луазен, Верхняя Савойя — 23 марта 1987, Луазен, Верхняя Савойя) — французский археолог. Специализировался на истории древнего Ближнего Востока, был директором Французской археологической миссии в Ливане.
Занимался раскопками Библа с 1924 по 1975 г. Первым опубликовал памятники библского письма. Обнаружил сходство библских знаков с финикийским письмом, однако предпринятая им попытка дешифровки оказалась безуспешной.
Разделил неолит Ливана на три этапа на основании стратиграфии Библа. Начиная с 1963 г. вёл раскопки храма Эшмуна близ Сидона.
Во время гражданской войны в Ливане покинул страну и увёз свой архив, который он передал Женевскому университету, и который вернулся в Ливан в 2010 г.